# Hy Averback
Hy Averback (21 de octubre de 1920 – 14 de octubre de 1997) fue un director, productor y actor radiofónico, televisivo y cinematográfico de nacionalidad estadounidense.

## Biografía

### Inicios
Nacido en Minneapolis, Minnesota, su nombre completo era Hyman Jack Averback. Averback se mudó a California con su familia cuando tenía nueve años de edad.

### Radio
Averback se graduó en la Edward Clark Academy Theater en 1938, y finalmente obtuvo un trabajo como locutor en la emisora de radio KMPC en Beverly Hills antes del inicio de la Segunda Guerra Mundial. Durante la contienda, y como parte del American Forces Network, entretuvo a las tropas destacadas en el Pacífico con su programa de comedia y música, creando el personaje Tokyo Mose, una sátira de La Rosa de Tokio japonesa. 
Una vez licenciado, llegó su gran oportunidad cuando fue contratado para trabajar como locutor del show radiofónico de Jack Paar en el verano de 1947. En septiembre de 1948 fue locutor de Bob Hope en la NBC, participando igualmente en otros shows de la cadena, como The Sealtest Village Store y Let's Talk Hollywood, así como en el programa de la CBS Sweeney and March, en el cual participó en 1948. Además fue la voz de la revista Newsweek en un show radiofónico semanal emitido ese mismo año por la ABC en la Costa Oeste.
Averback fue también, participando como tal en diferentes ocasiones en el programa radiofónico de Jack Benny a partir de enero de 1948.
En 1952, Averback protagonizó Secret Mission, un programa sobre historias de huidas desde el otro lado del Telón de Acero emitido por la AFRS.

### Televisión
Trabajando en la comedia en los inicios del medio televisivo, él actuó en The Saturday Night Revue (1953–54), Tonight (1955) y NBC Comedy Hour (1956). Fue también intérprete regular, con el papel de Mr. Romero, en la sitcom de Eve Arden Our Miss Brooks. En los años 1950 también actuó en el show de la CBS I Love Lucy y en otras producciones de humor, dedicándose a la dirección a finales de la década. Él dirigió The Real McCoys, sitcom de Walter Brennan creada y producida por Irving Pincus y emitida por ABC y CBS entre 1957 y 1963. Más adelante, Averback compartió tareas de dirección con Richard Crenna en The Real McCoys. Crenna también había sido, junto a Averback, miembro del reparto de Our Miss Brooks.
Averback dirigió también The Dick Powell Show (1961–1963), El agente de CIPOL (1964–1968), The Flying Nun (1967–1970), Columbo: Suitable for Framing (1971), McCloud (1971), MASH (1972), Needles and Pins (1973), Quark (1977-1978), Matt Houston (1982–1983), The Four Seasons (1984), y la miniserie Pearl (1978). Para la CBS produjo Mrs. G. Goes to College (también conocida como The Gertrude Berg Show) en la temporada 1961-1962.
Además, fue coproductor de la popular sitcom de los años 1960 F Troop, y él era el que hablaba por el altavoz que puede oírse en la serie televisiva MASH. Se utilizó una grabación real suya de un show de Bob Hope en el episodio 63 de MASH, "Bombed", en la tercera temporada de la serie.

### Cine
Averback fue uno de los narradores del film educativo sobre temas sexuales, The Story of Life, estrenado por Crusader Productions en junio de 1948. En la cinta había acción en vivo y animación efectuada por los antiguos artistas de Walt Disney Lester Novros y Robert Moore.
Entre las películas en las que participó figuran Chamber of Horrors (1966), Where Were You When the Lights Went Out? (1968), I Love You, Alice B. Toklas (1968), The Great Bank Robbery (1969), y Suppose They Gave A War and Nobody Came (1969), así como el telefilm The New Maverick (1978), en el cual trabajaban James Garner y Jack Kelly.

### Muerte
Hy Averback falleció el 14 de octubre de 1997 en Los Ángeles, California, tras haber sido sometido a una operación de cirugía cardíaca. Murió una semana antes de cumplir los 77 años de edad. Fue enterrado en el Cementerio Westwood Village Memorial Park, en Westwood (Los Ángeles).